# Robert Caramico
Robert Caramico (* 10. Dezember 1932; † 18. Oktober 1997 in Santa Clarita, Kalifornien) war ein US-amerikanischer Kameramann.
Robert Caramico war von 1949 bis 1955 als Fotograf bei den US Marines tätig. Danach wurde er als Kameramann für Spezialeffekte aktiv. Ab 1964 wurde er Kameramann für Film und Fernsehen.
Er starb 1997 an Bauchspeicheldrüsenkrebs.

## Filmographie (Auswahl)
- 1971: Octaman – Die Bestie aus der Tiefe (Octaman)
- 1973: Blackenstein
- 1977: Blutrausch (Eaten Alive!)
- 1977–1979: Lou Grant (Fernsehserie, 40 Folgen)
- 1978: Kiss – Von Phantomen gejagt (Kiss Meets the Phantom of the Park)
- 1980–1981: Die Waltons (The Waltons, Fernsehserie, 19 Folgen)
- 1981–1982: Falcon Crest (Fernsehserie, 19 Folgen)
- 1984–1988: Dallas (Fernsehserie, 123 Folgen)
- 1986: Die Todesgalaxie (Star Crystal)
- 1989–1991: The New Lassie (Fernsehserie, 16 Folgen)